# Aston Martin Atom
L'Aston Martin Atom va ser un cupè de quatre places creat per l'empresa Aston Martin l'any 1939. El primer que es va veure va ser un prototip construït durant la Segona Guerra Mundial el qual presentava una estructura lleugera feta en alumini. Aquest prototip equipava el mateix motor de dos litres que el 15/98, però el 1944 va ser substituït pel nou motor de dos litres i 82 CV. L'Atom va tenir una vida molt activa pel que fa al seu desenvolupament durant els anys de guerra i en aquella època era considerat un cotxe modern. Va ser exhibit en museus francesos relacionats amb el món del motor i fins i tot va participar en una exposició del museu ubicat al circuit de Le Mans.

## Fitxa tècnica
| Motor                  | Quatre cilindres en línia           |
| Cilindrada             | 1970 CC                             |
| Distribució            | 2 vàlvules per cilindre             |
| Potència màxima        | 82CV a 5000 RPM                     |
| Parell motor           | 111.1 NM a 4500 RPM                 |
| Transmissió            | Semiautomàtica de quatre velocitats |
| Tracció                | Darrere                             |
| Acceleració 0-100 km/h | 19.6 segons                         |
| Velocitat màxima       | 177 km/h                            |